# Policía de Establecimientos Navales
La Policía de Establecimientos Navales (también denominada Policía de Base o por sus siglas «PEN») es una fuerza de seguridad pública, que presta servicios en las jurisdicciones navales militares, dependiendo del Estado Mayor General de la Armada y localizándose su central en la Base Naval Puerto Belgrano.
Fue creada el 5 de enero de 1907 denominándose entonces Policía del Puerto Militar y siendo puesta en funciones por una resolución interna local en la que se determinó que estaría regida por los reglamentos de la Policía de la Capital Federal. En la Actualidad se desempeña como policía de seguridad y judicial en los lugares sometidos exclusivamente a la jurisdicción militar.

## Historia
Con el fin de brindarle más seguridad a una Base Naval con un rápido crecimiento, el 5 de enero de 1907, bajo la presidencia de José Figueroa Alcorta, se fundó la Policía de Establecimientos Navales con los primeros 20 efectivos. 
Sus primeras funciones fueron las de vigilancia y seguridad, protegiendo los bienes del Estado depositados en el puerto militar y los talleres del mismo, como así también brindar seguridad a la población de la base que estaba en un constante crecimiento.
El 6 de septiembre de 1935, por Orden General de la Armada, se formalizaron las funciones y se asignaron las dependencias a la Policía, designándose a partir de ese año la sede como ‘’Comisaría de la Base’’, dependiendo de la ‘’Jefatura de la Base Naval Puerto Belgrano’’ y funcionando en la avenida Murature, como en la actualidad.
En el año 1958 se puso en vigencia el Reglamento de Acceso, Permanencia y Circulación de Personas. Ese mismo año, la Policía adoptó su actual denominación de Policía de Establecimientos Navales y el Gobierno Provisional, mediante el Decreto Ley 5177/58 aprobó su Estatuto, asignándole funciones de Policía de Seguridad y Judicial en todos los Establecimientos Navales, dándole con ello la fuerza de ley a su accionar. Por entonces dependía del Ministerio de Marina.
Actualmente la PEN cumple funciones también en el Destacamento Intendencia Naval Buenos Aires, Comando de Transportes Navales, Base Aeronaval Comandante Espora, Base Naval de Infantería de Marina Baterías y en la Base Naval Mar del Plata.

## Equivalencias
A continuación, las equivalencias dentro de la Policía de Estableimientos Navales, establecidas por el Estatuto de la Policía de Establecimientos Navales, a través del Decreto/Ley N° 5.177.

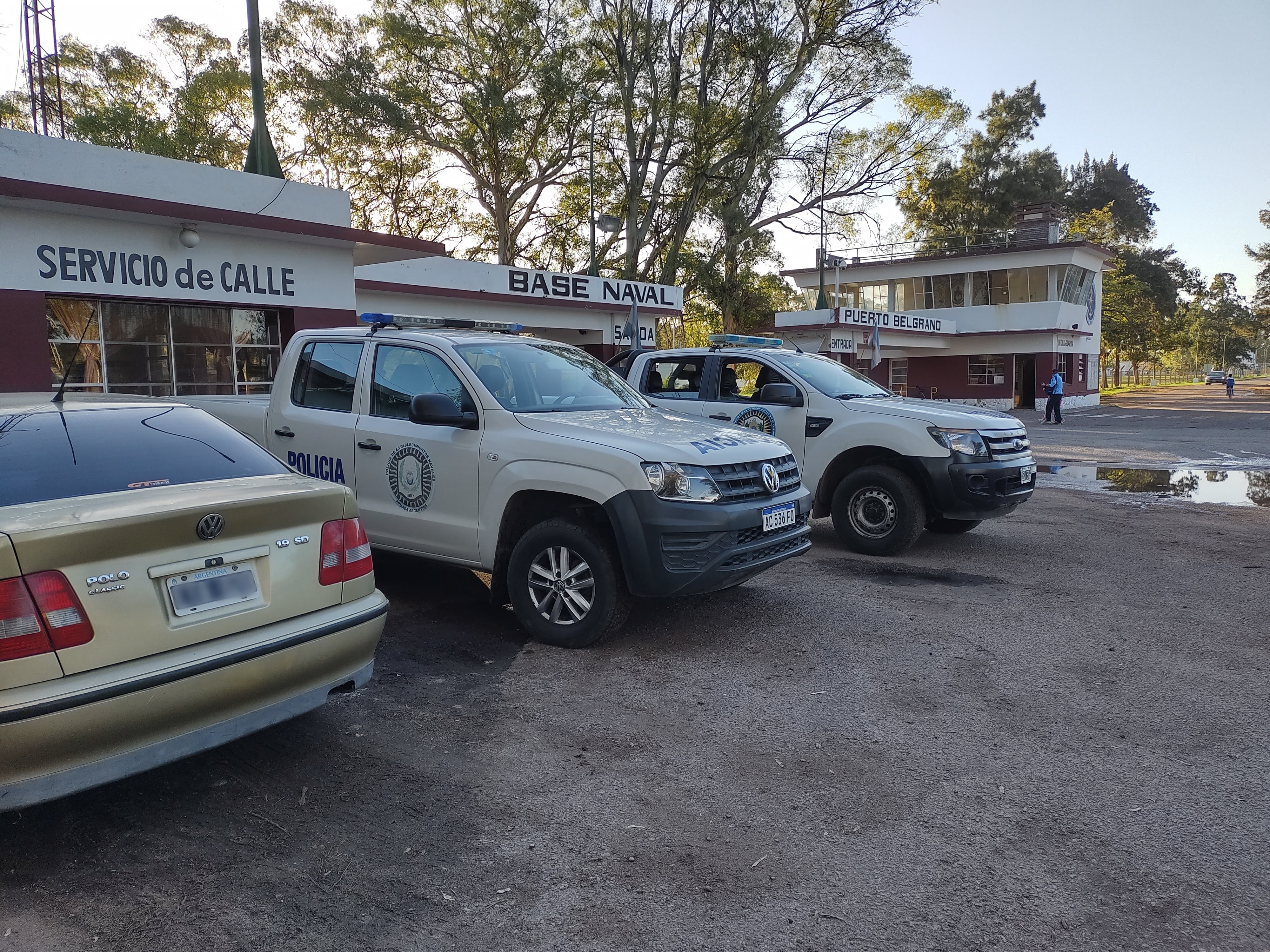
Móviles policiales utilizados por la Policía de Establecimiento Navales.

| Equivalencias de la Policía de Establecimientos Navales | Equivalencias de la Policía de Establecimientos Navales | Equivalencias de la Policía de Establecimientos Navales |
| Personal Superior                                       | Personal Superior                                       | Personal Superior                                       |
| ------------------------------------------------------- | ------------------------------------------------------- | ------------------------------------------------------- |
| Comisario Inspector                                     |                                                         |                                                         |
| Comisario                                               |                                                         |                                                         |
| Subcomisario                                            |                                                         |                                                         |
| Oficial Principal                                       |                                                         |                                                         |
| Oficia Inspector                                        |                                                         |                                                         |
| Oficial Subinspector                                    |                                                         |                                                         |
| Oficial Ayudante                                        |                                                         |                                                         |
| Oficial Subayudante                                     |                                                         |                                                         |
| Personal subalterno                                     |                                                         |                                                         |
| Suboficial escribiente                                  |                                                         |                                                         |
| Sargento primero                                        |                                                         |                                                         |
| Sargento                                                |                                                         |                                                         |
| Cabo                                                    |                                                         |                                                         |
| Agente primero                                          |                                                         |                                                         |
| Agente segundo                                          |                                                         |                                                         |
|                                                         |                                                         |                                                         |

## Brigada de Explosivos
En el año 1980 se seleccionó personal para integrar la "Brigada de Neutralización de Explosivos No Militares", conocida en la actualidad como la División Brigada de Explosivos.
Desde entonces, su finalidad es la prevención, búsqueda, localización, neutralización y desactivación de artefactos explosivos.
Por otro lado, forma parte del Centro de Operaciones ante la Emergencia Municipal de la ciudad de Punta Alta (COEM), por lo que prestan servicios en dicha ciudad y alrededores.
Además, han capacitado personal de distintas Fuerzas de todas las provincias en referencia a dicha temática, como representantes del Grupo Halcón y el Servicio Penitenciario Federal, además de personal de provincias como Santa Cruz, La Pampa, Río Negro, Buenos Aires, Jujuy, Salta, Mendoza, Córdoba, Entre Ríos y Santa Fe.